# Versammlungsgesetz des Landes Nordrhein-Westfalen
Das Versammlungsgesetz des Landes Nordrhein-Westfalen (Kurztitel: Versammlungsgesetz NRW) ist als Gesetz für das deutsche Bundesland Nordrhein-Westfalen am 7. Januar 2022 in Kraft getreten und regelt dort weite Teile des Versammlungsrechts.

## Geschichte

### Gesetzliche Grundlage
Das Versammlungsrecht war bis zur Föderalismusreform von 2006 nach der damals geltenden Fassung von Art. 74 Abs. 1 Nr. 3 Grundgesetz Gegenstand der Konkurrierenden Gesetzgebungskompetenz des Bundes. Die Föderalismusreform von 2006 brachte auch das Versammlungsrecht in die Kompetenz der Länder durch Neufassung des Art. 74 Abs. 1 Nr. 3 Grundgesetz. Damit war den Ländern die Möglichkeit gegeben, das Versammlungsgesetz des Bundes, das zunächst in den Ländern weitergalt, durch eigene Versammlungsgesetze zu ersetzen.

### Frühere Äußerungen des Innenministeriums zum Versammlungsrecht
Während des ersten Lockdowns aufgrund von COVID-19 wurde ein Erlass betitelt als „Einsatzmaßnahmen der Polizei aus Anlass von Versammlungen“ des NRW-Innenministers Herbert Reul an die Kreispolizeibehörden öffentlich, in welchen diese unter anderem angewiesen wurden, auf die für die Maßnahmen gemäß dem Infektionsschutz verantwortlichen Behörden einzuwirken, keine Pflicht zum Tragen von Mund-Nasen-Schutz während Versammlungen anzuordnen, da dieses dem Vermummungsverbot widerspräche. Des Weiteren droht das Innenministerium implizit damit, die in § 11 (3) definierte Ausnahmeregelung für Versammlungen in der Coronaschutzverordnung des Landes Nordrhein-Westfalen abschaffen zu lassen, falls sich irgendein Anlass dafür findet.
In einem Brief an die Kabinettskollegen und Bezirksregierungen vom 9. April 2020 kritisiert Herbert Reul die seiner Meinung nach aus dem Brokdorf-Beschluss folgende staatspraktische Privilegierung der Ausübung des Grundrechts der Versammlungsfreiheit nach Artikel 8 des Grundgesetzes, welche seiner Ansicht nach generell auf den Prüfstand gehöre.
Nach der Debatte im Innenausschuss über die Textpassage nahm Herbert Reul seine Ansicht zurück und meinte er sei missverstanden worden.

### Gesetzentwurf SPD
Im November legte die SPD-Fraktion einen Entwurf eines Versammlungsgesetzes vor, in dem unter anderem Demonstrationen an Gedenktagen für die Opfer der NS-Herrschaft einfacher untersagt werden können, um Naziaufmärsche, wie der am 9. November 2019, dem Jahrestag der Reichspogromnacht, in Bielefeld in Zukunft einfacher zu verhindern.

### Gesetzesentwurf der Landesregierung
Die Landesregierung unter Armin Laschet legte im Januar 2021 einen eigenen Gesetzesentwurf mit weitergehenden Beschränkungen vor.
In der Gesetzesbegründung befindet sich eine verklausulierte Kritik des Brokdorf-Beschlusses durch Zitate der Rechtswissenschaft.

„Das Gericht habe ferner ausgeblendet, dass die Ausnutzung des Sensationsbedürfnisses der Medien durch geschickte Versammlungs- und Demonstrationsveranstalter teilweise gerade zur Überrepräsentation von Versammlungsereignissen in der Berichterstattung führen könne, die nicht durch die politische Bedeutung der jeweiligen Versammlung, sondern durch die medienwirksame Aktion bis hin zu gezielten (und gefilmten) Rechtsverletzungen geprägt seien. Bei überproportionaler Berichterstattung über sensationelle Versammlungen von Rand- und Splittergruppen wirke die Versammlungsfreiheit nicht staatsstabilisierend, sondern für die betroffene Minderheit eher auf Dauer frustrierend.“

### Proteste

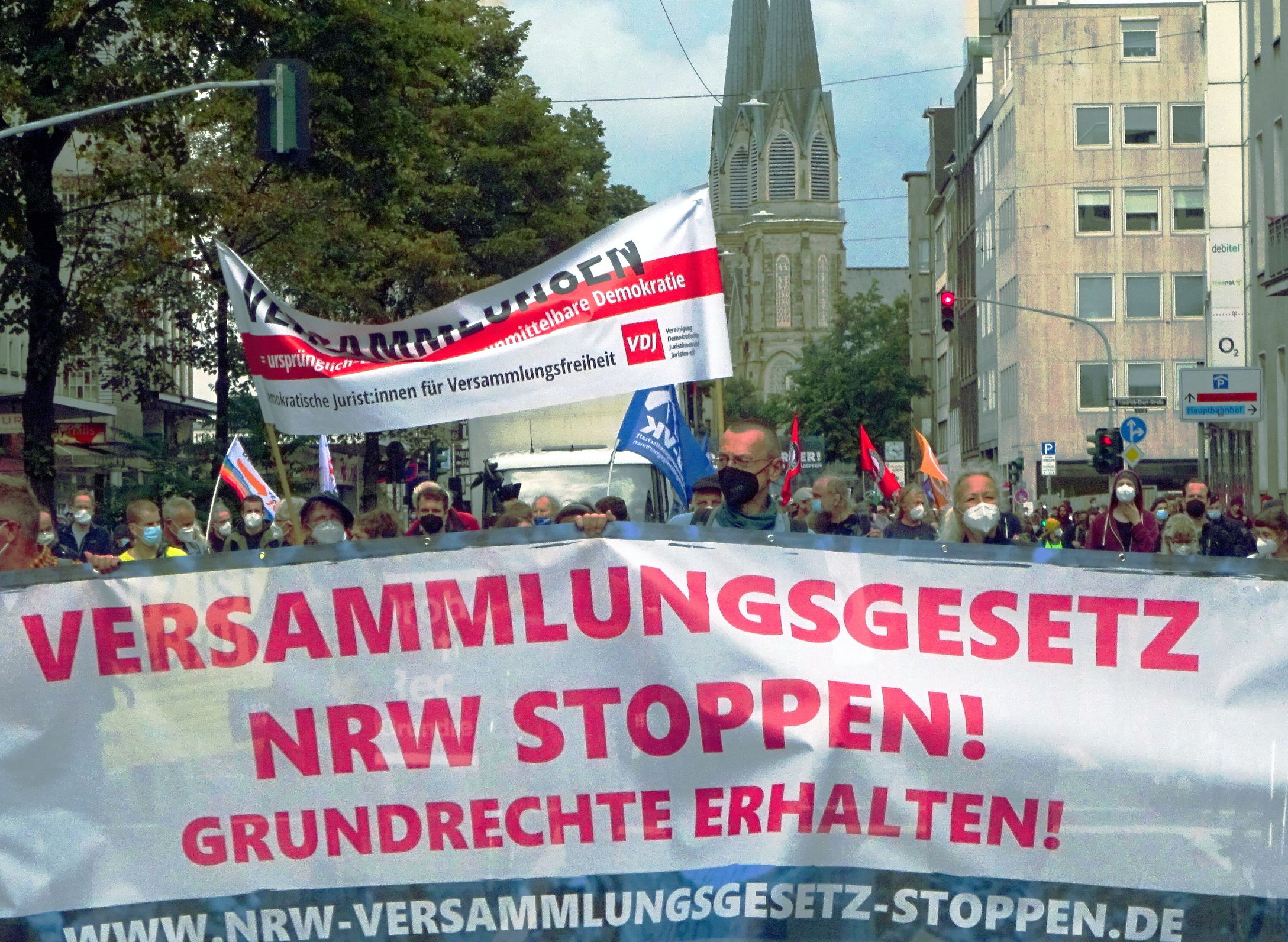
Demonstration gegen das Versammlungsgesetz am 28. August 2021 in Düsseldorf

Neben mehreren lokalen Demonstrationen und Aktionen in vielen Großstädten Nordrhein-Westfalens, wie Köln, Bielefeld, Münster, Bonn, Bochum und Dortmund, gab es am 26. Juni 2021 eine NRW-weite Demonstration in Düsseldorf. Bei dieser Demonstration ging die Polizei mit massiver Härte und Gewalt gegen die Demonstranten vor. Auch ein DPA-Journalist wurde mehrfach mit einem Tonfa geschlagen.
Eine weitere Demonstration am 28. August 2021 in Düsseldorf verlief friedlich.

### Überarbeitungsankündigung und Distanzierung der FDP
Nach der Demonstration gegen das Versammlungsgesetz am 26. Juni 2021 gingen Teile der FDP öffentlich auf Distanz zum Entwurf der Landesregierung und wiesen die Verantwortung für das umstrittene Projekt der CDU zu. Der Generalsekretär der FDP Nordrhein-Westfalen, Johannes Vogel, sprach von einem „Reul-Entwurf“. Die Düsseldorfer FDP-Bundestagsabgeordnete Marie-Agnes Strack-Zimmermann schrieb auf Twitter: „Es handelt sich hier um einen Entwurf aus dem CDU-geführten Innenministerium, den die FDP-NRW so sicher nicht akzeptieren wird.“
Im September 2021 verkündete die NRW-Landesregierung, dass der Gesetzesentwurf erst nach der Bundestagswahl 2021 verabschiedet werden solle. Die Fraktionsvorsitzende der Grünen, Verena Schäffer, vermutete eine Verschiebung aus politischen Gründen.

### Änderungsantrag der Landesregierung
Am 6. Dezember brachte die Landesregierung einen Änderungsantrag für das Versammlungsgesetz ein. Der innenpolitische Sprecher der FDP, Marc Lürbke, sagte, dass der Entwurf an entscheidenden Stellen entschärft und mehr Rechtssicherheit geschaffen und die Bürgerrechte gestärkt worden wären. Der innenpolitische Sprecher der SPD Sven Wolf meint dagegen, dass es nur viele kosmetische Korrekturen geben würde und es weiterhin ein Gesetz sei, um Versammlungen zu verhindern und Verstöße dagegen als Straftat zu verfolgen.

### Verabschiedung und Inkrafttreten
Am 15. Dezember 2021 wurde das umstrittene Versammlungsgesetz mit den Stimmen von CDU und FDP im Landtag verabschiedet.
Am 7. Januar 2022 trat das Versammlungsgesetz NRW in Kraft.

### Verfassungsbeschwerde
Am 4. Januar 2023 wurde von der Gesellschaft für Freiheitsrechte zusammen mit dem Bündnis Versammlungsgesetz NRW stoppen eine Verfassungsbeschwerde vor dem Verfassungsgerichtshof NRW gegen das Gesetz eingereicht. Begründet wurde diese unter anderem damit, dass das Gesetz Menschen davor abschrecke, ihr Grundrecht auf Versammlungsfreiheit auszuüben. Des Weiteren wurde ein Eilantrag eingereicht, damit einige Normen bereits vorläufig außer Kraft gesetzt werden. Dieser Eilantrag wurde im November 2023 abgelehnt.

## Rezeption

### Kritik

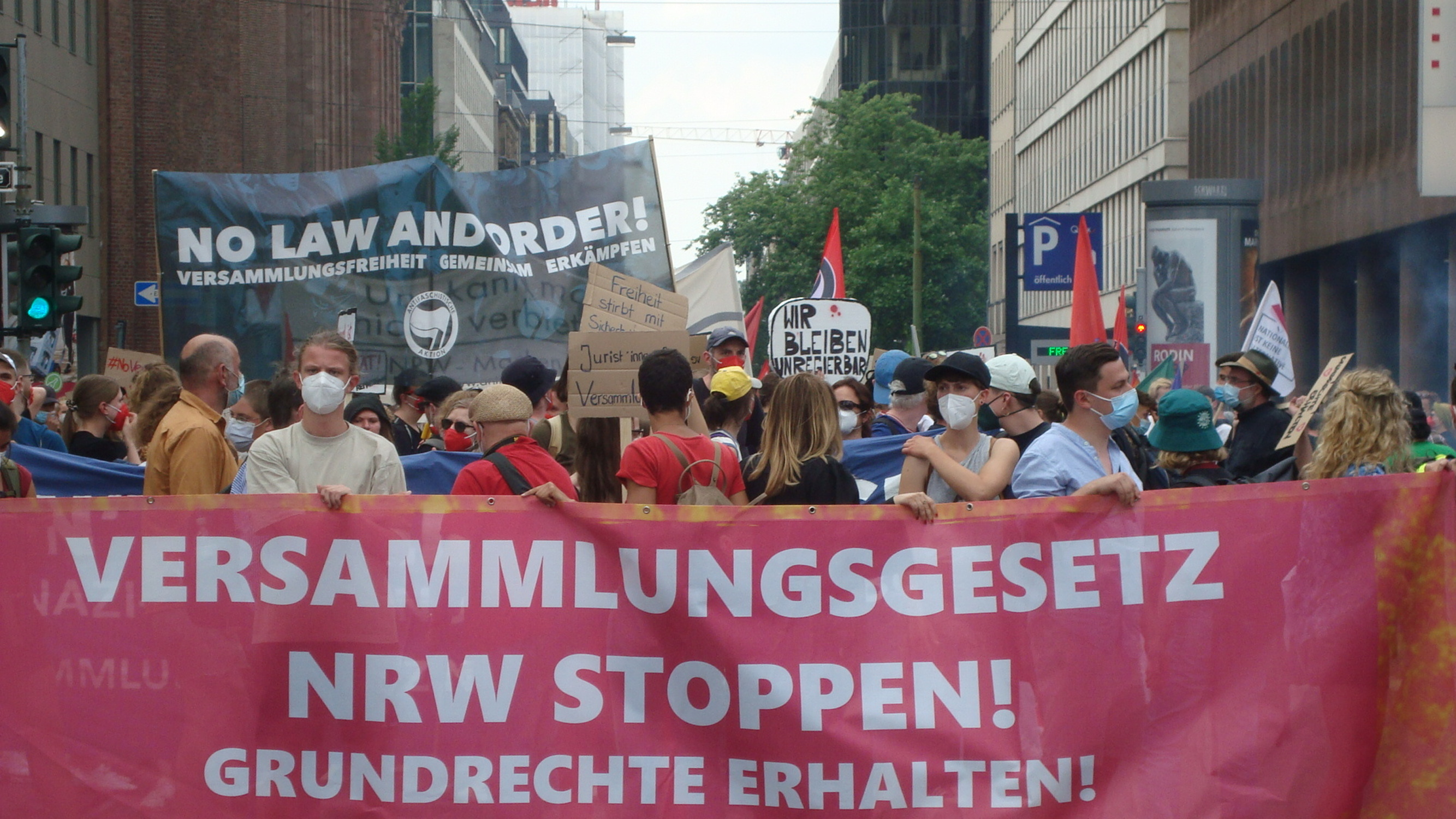
Demonstration VersG NRW stoppen am 26. Juni 2021 in Düsseldorf

Aus linken, antifaschistischen, gewerkschaftlichen und bürgerrechtlichen Kreisen kam schnell starke Kritik am Gesetzesentwurf der Landesregierung auf.
Kritisiert wurde, dass der Versammlungsleiter belangt werden könne, wenn Versammlungen anders ablaufen, als in der vorherigen Anmeldung mitgeteilt wurde. Außerdem wurde kritisiert, dass Namen und Adressen von Ordnern an die Polizei gegeben werden müssen, wenn aufgrund tatsächlicher Anhaltspunkte zu besorgen ist, dass von einer öffentlichen Versammlung unter freiem Himmel eine Gefahr für die öffentliche Sicherheit ausgeht. Die Polizei kann dann solche Ordner ablehnen, deren Einsatz voraussichtlich die öffentliche Sicherheit bei Durchführung der Versammlung unmittelbar gefährden wird.
Das neu eingeführte Störungsverbot ziele ziemlich eindeutig auf antifaschistischen Protest ab. Denn wer androht, eine nicht verbotene Versammlung behindern zu wollen, solle zukünftig mit einer Freiheitsstrafe von bis zu zwei Jahren oder einer Geldstrafe belegt werden.
Michelle Winkler vom Komitee für Grundrechte und Demokratie kritisiert in einem Interview, dass demokratische Kontrollmechanismen zunehmend ausgehebelt werden. Sie schlug vor, nach dem Vorbild der Bewegung Black Lives Matter eine Umlenkung von Geldern für die Polizei in soziale Projekte zu fordern.
Der DGB Münster kritisiert, dass die neuen Regelungen eine abschreckende Wirkung auf Bürger haben könnten, künftig an Versammlungen teilzunehmen durch die Möglichkeit von anlasslosen Kontrollen und das Abfilmen ganzer Demonstrationen.
Der DGB NRW sieht in seiner Stellungnahme an den Landtag NRW Änderungsbedarf, da der vorliegende Gesetzentwurf durch einige Vorgaben die Versammlungsfreiheit zu stark einschränken würde. U.a. sei das Störungsverbot deutlich zu weit gefasst, sodass darunter auch zulässige Meinungsäußerungen fallen könnten. Ebenfalls sieht der DGB die faktische Verlängerung der Anmeldefrist (48 Stunden plus Samstage, Sonn- und Feiertage) als höchst problematisch an. Die Anforderung, die Namen und Adressen der Ordner im Vorfeld der Polizei bekanntzugeben, hält der DGB für nicht praktikabel.
Die Fanhilfen aus NRW befürchten, dass die Anwendbarkeit des Versammlungsgesetzes auch auf An- und Abreisen bei Fußballspielen zu vielen Strafverfahren gegen Fußballfans führen wird.
Der verantwortliche Redakteur von Die Kriminalpolizei, Hartmut Brenneisen, stellte fest, dass im SPD-Entwurf viele überzeugende Ansätze enthalten seien, insbesondere da es sich am Musterentwurf für Versammlungsgesetze orientiert, wohingegen der Entwurf der Landesregierung deutlich restriktiver gefasst sei als die Vorlage der SPD-Fraktion und das Musterversammlungsgesetz. Der Entwurf der Landesregierung weicht zudem stark von anderen Landesgesetzen ab und steht damit einer wünschenswerten Harmonisierung des bereichsspezifischen Rechts entgegen. Die Strafnormen von § 27 und § 28 des Entwurfes der Landesregierung sieht er sehr kritisch, da sie ein erhebliches Einschüchterungspotential beinhalten. Die Erweiterung des Vermummungs-, Schutzausrüstungs- und Militanzverbotes auf sonstige öffentliche Veranstaltungen unter freiem Himmel sieht er als „systemwidrig“ an.
Der Rechtswissenschaftler Clemens Arzt kritisierte in der Anhörung des Landtages die geschichtlichen Vergleiche bei der Begründung des Gesetzesentwurfes der Landesregierung, in der von Weimarer Verhältnissen gesprochen wird, die es zu verhindern gelte. Das Ziel Herbert Reuls sei die Rückabwicklung des versammlungsfreundlichen Brokdorf-Beschlusses von 1985.
Amnesty International kritisierte in einer Stellungnahme im September 2021 die menschenrechtlichen Einschränkungen, die zu erwarten wären, träte das Versammlungsgesetz in der der Stellungnahme zugrundeliegenden Version in Kraft. U. a. wurde kritisiert, der Gesetzesentwurf distanziere sich mit der in der Gesetzesbegründung angedeuteten Abstandnahme von der Brokdorf-Entscheidung auch von international verbindlichen Menschenrechtsstandards, da das Bundesverfassungsgericht diese bei der Brokdorf-Entscheidung explizit berücksichtigt habe. Auch wurde kritisiert, dass in dem Entwurf am Tatbestandsmerkmal der öffentlichen Ordnung festgehalten wurde, welches sich heute noch im Versammlungsgesetz des Bundes findet. Die verkündete und in Kraft getretene Version des Versammlungsgesetzes NRW verzichtet auf das Tatbestandsmerkmal der „öffentlichen Ordnung“ und knüpft ein Tätigwerden der Polizei jedenfalls insofern an höhere Erfordernisse als das zuvor geltende Versammlungsgesetz des Bundes.

### Gegenkritik
Der Innenpolitische Sprecher der CDU Christos Katzidis meint dagegen in einem Interview, dass der Entwurf sich gegen rechte Aufmärsche richtet; auch wenn er für den fehlenden Protest von rechtsextremer Seite gegen das geplante Versammlungsgesetz keine Erklärung hat.
Der Rechtswissenschaftler an der Hochschule für Polizei und öffentliche Verwaltung Nordrhein-Westfalen Norbert Ullrich hält den Gesetzentwurf der SPD für gelungen, den Gesetzentwurf der Landesregierung für noch gelungener. So normiere der Entwurf der Landesregierung das Störungsverbot konsequenter und detaillierter als der Entwurf der SPD, da er jegliche Störung verbietet. Die im SPD-Entwurf vorgesehene Übernahme der schleswig-holsteinischen Normen negiere die Unterschiede zwischen dem urbaneren Nordrhein-Westfalen und dem eher ländlichen Schleswig-Holstein.
In der Anhörung des Landtages verteidigt Norbert Ullrich das Verbot von Blockadetrainings, da es für nur symbolische Blockaden keines Trainings bedürfe.
Der Innenminister Herbert Reul gab an, dass der Entwurf der Landesregierung weitestgehend an dem Musterentwurf für ein Versammlungsgesetz orientiert sei. Das Militanzverbot würde die einschüchternde Wirkung wie früher bei der SS oder der SA oder heute bei Neonazis und vom schwarzen Block bei der Antifa erfassen.